# دحام عبد الفتاح
دحام عبد الفتاح بالكردية: Deham Ebdulfettah من مواليد 1942 في عامودا ، شمال سوريا، مدرس ولغوي كردي .
ولد دحام عبد الفتاح في عامودا عام 1942. أكمل تعليمه حتى المدرسة الثانوية في مدارس محافظة الحسكة. وبعد ذلك انتقل للدراسة في قسم اللغة العربية والاداب في جامعة حلب . عمل مدرساً للغة العربية وآدابها حوالي 25 سنة.
بدأ الكتابة باللغة الكردية عام 1988، والى الان.

## جوائز
- جائزة سيدايي جيكرخوين لعام 2018[3]
- جائزة العطاء المقدمة من مؤسسة آرتا بالاشتراك مع المحامية دلشا أيو و الهلال الأحمر الكردي 2021[4]
- جائزة الشرفناما في الثقافة واللغة الكردية من المعهد الثقافي الكردي في فيينا لعام 2023[5]

## مؤلفاته
- حوار مع كردي، (مترجم) إلى العربية، دمشق (1989)
- قبل أبواب لاليس (قصيدة) باللغتين الكردية والعربية، دمشق (1990)
- رؤية نقدية للشعر الكردي، (نقد)، دمشق (1992)
- بعض تعقيدات اللغة الكردية، (بحث)، دمشق (1993)
- في موسيقى القصائد الكردية (ملاحظات وأجوبة)، باللغة العربية، دمشق (1995)
- دليل اللغة الكردية، جمعية القهوة، لبنان (1998)
- ملحمة جلجامش، دهوك، سبيريز الطبعة الأولى (2005)، بالأبجدية العربية؛ الطبعة الثانية، معهد آمد الكردي (2006)
- الاسم باللغة الكردية، دهوك، سبيريز، الطبعة الأولى (2006)؛ الطبعة الثانية، معهد آمد الكردي (2006)
- الضمائر في اللغة الكردية، دهوك، سبريز، الطبعة الأولى (2006)؛ الطبعة الثانية، معهد آمد الكردي (2006)
- عمل (الفعل) في اللغة الكردية، معهد آمد الكردي، الطبعة الأولى (2011)؛ دهوك، سبيريز، الطبعة الثانية (2012)، بالأبجدية العربية.
- يرسان (إلهي حق)، آمد، ليس (2017)
- مستك الآمال والأمنيات في اللغة الكردية (الكرمانسية)، ليس (2018)